# Euclides da Cunha (ort)
Euclides da Cunha är en ort i Brasilien.   Den ligger i kommunen Euclides da Cunha och delstaten Bahia, i den östra delen av landet, 1 100 km nordost om huvudstaden Brasília. Euclides da Cunha ligger 478 meter över havet och antalet invånare är 29 738.
Terrängen runt Euclides da Cunha är huvudsakligen platt, men åt nordväst är den kuperad.
Omgivningarna runt Euclides da Cunha är huvudsakligen savann. Runt Euclides da Cunha är det ganska glesbefolkat, med 32 invånare per kvadratkilometer.